# Team Taz
Team Taz fue un stable heel de lucha libre profesional de la empresa All Elite Wrestling, quiénes están conformado por Ricky Starks, Powerhouse Hobbs, Hook y su mánager Taz.

## Historia

### All Elite Wrestling (2020–presente)
En julio de 2020, Ricky Starks se alineó con Brian Cage, quien estaba acompañado por Taz, al atacar a Darby Allin. Formaron oficialmente un equipo que se conocía como "Team Taz". El stable comenzó a pelear con Allin y Cody Rhodes. El 18 de noviembre en el episodio de Dynamite, Allin y Rhodes estaban siendo atacados por el Team Taz, cuando Will Hobbs llegó al ring con una silla y parecía que Hobbs estaba a punto de atacar al Team Taz. Sin embargo, Hobbs atacó a Rhodes y se alineó con el Equipo Taz. El 26 de noviembre en Dynamite, el nombre de Will Hobbs fue cambiado, Taz estranguló a Cody y Hook se alineó con Taz. El 16 de diciembre en Dynamite, Hook (el hijo de la vida real de Taz, Tyler Senerchia) fue presentado como el miembro más nuevo del Team Taz después de que se revelara que Hook había estado entrenando para ser un luchador con Rhodes. En el mismo episodio, el Team Taz también comenzó a pelear con Sting, quien salió para ayudar a Rhodes y Allin.
El 24 de diciembre en Dynamite, Team Taz se enfrentó a Sting y estaba a punto de atacarlo, luego las luces se apagaron y Allin apareció en el ring junto con Sting. El 30 de diciembre de 2020 en el evento especial de Brodie Lee Celebration of Life, Starks, Hobbs (ahora conocido como Powerhouse Hobbs) y Cage perdieron su lucha ante Rhodes, Orange Cassidy y Preston "10" Vance. Cuando terminó el combate, Team Taz atacó a Cody, Cassidy y Vance. Luego se apagaron las luces y Allin miró al equipo Taz, las luces se apagaron nuevamente por segunda vez pero esta vez apareció Sting con Allin.

## Miembros

### Miembros finales
| Nombre       | Tiempo                                        | Notas                                                                           |
| ------------ | --------------------------------------------- | ------------------------------------------------------------------------------- |
| Taz          | 23 de julio de 2020 – 3 de agosto de 2022     | Mánager, miembro fundador y primer líder del grupo.                             |
| Ricky Starks | 23 de julio de 2020 – 3 de agosto de 2022     | Miembro fundador del grupo.                                                     |
| Hook         | 16 de diciembre de 2020 – 3 de agosto de 2022 | Se unió como miembro de Team Tazz, siendo presentado por su padre y su mánager. |

### Miembros anteriores
| Nombre           | Tiempo                                        | Notas |
| ---------------- | --------------------------------------------- | --- |
| Brian Cage       | 23 de julio de 2020 – 14 de julio de 2021     | Cage fue expulsado del grupo.                                                                                                 |
| Powerhouse Hobbs | 19 de noviembre de 2020 – 27 de julio de 2022 | Hoobs abandono el grupo después de traicionar a Ricky Starks luego de que esté último perdiera el FTW Championship ante Hook. |

## Campeonatos y logros
- All Elite Wrestling
  - FTW Championship (3 veces) – Cage (1),[4] Starks (1) y Hook (1)
  - Casino Ladder Match (2020) – Cage[5]